# 川村小学校 (東京都)
川村小学校（かわむらしょうがっこう）は、東京都豊島区目白二丁目に所在する私立女子小学校。大半の児童は川村中学校・高等学校へ進学する。

## 沿革
- 1932年 - 初等部開設。
- 1947年 - 初等部廃止。
- 1951年 - 川村小学校開設。

## 制服
制服は、セーラー服となっている。そして、セーラーカラー、カフス、袖には、川をデザインした長さの異なる3本ラインが描かれている。この全体デザインは創立翌年の1925年に制定されて以来、ほとんど変わることなく受け継がれている。
冬服は、紺のセーラー服（赤ネクタイ付）となっている。夏服は、白のセーラー服（ブルーネクタイ付）となっている。
なお、全体デザインは異なるが、3本ラインのデザインは同学園の中学校・高等学校にも共通する。

## 関連学校
- 川村学園女子大学
- 川村中学校・高等学校
- 川村幼稚園

## 著名な出身者
- 梅宮アンナ（ファッションモデル・タレント、幼稚園～中学校卒業まで在学）
- 海老名美どり（美容研究家・元女優、小学校～短大卒業まで在学）
- 草刈民代（女優・元バレリーナ、幼稚園～高校中途まで在学）
- 曽根由希江（シンガーソングライター・ラジオDJ、幼稚園～高校卒業まで在学）
- 西島三重子（シンガーソングライター、小学校〜短大卒業まで在学）
- 翠千賀（オペラ歌手、小学校〜高校卒業まで在学）
- 成田眞澄（書道家）